# Frederick Sumaye
Frederick Tluway Sumaye (nacido en 1950) es un ex primer ministro de Tanzania. Ocupó el cargo luego que se realizaran las primeras elecciones multipartidarias, asumiéndolo el 28 de noviembre de 1995 hasta el 30 de diciembre del 2005.

## Biografía
Como miembro de Chama Cha Mapinduzi (CCM) en el poder, Sumaye fue un miembro del parlamento del distrito electoral de Hanang de 1983 a 2005 y se desempeñó en el Gabinete como ministro de Agricultura, Ganadería y Cooperativas. Fue primer ministro desde 1995 hasta 2005. 
Después de dejar el cargo, Sumaye fue embajadora de buena voluntad de la Organización de las Naciones Unidas para el Desarrollo Industrial; [1] Posteriormente, en 2006, se inscribió en un programa de medio año de carrera en el programa Edward S. Mason en la Escuela de Gobierno John F. Kennedy de la Universidad de Harvard, donde obtuvo una maestría. En la administración pública. 
Sumaye solicitó sin éxito la candidatura del MCP como candidato presidencial en 2015. Se unió al movimiento de oposición UKAWA el 22 de agosto de 2015. En un discurso que pronunció, Sumaye dijo que Se unió a la oposición para fortalecerla
| Predecesor: Cleopa David Msuya | Primer ministro de Tanzania 1995 –2005 | Sucesor: Edward Lowassa |

- Datos: Q302913
- Multimedia: Frederick Sumaye / Q302913